# Anna Q. Nilsson

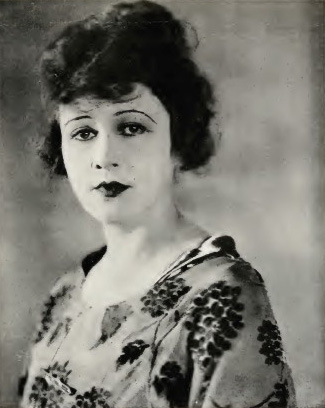
Anna Q. Nilsson

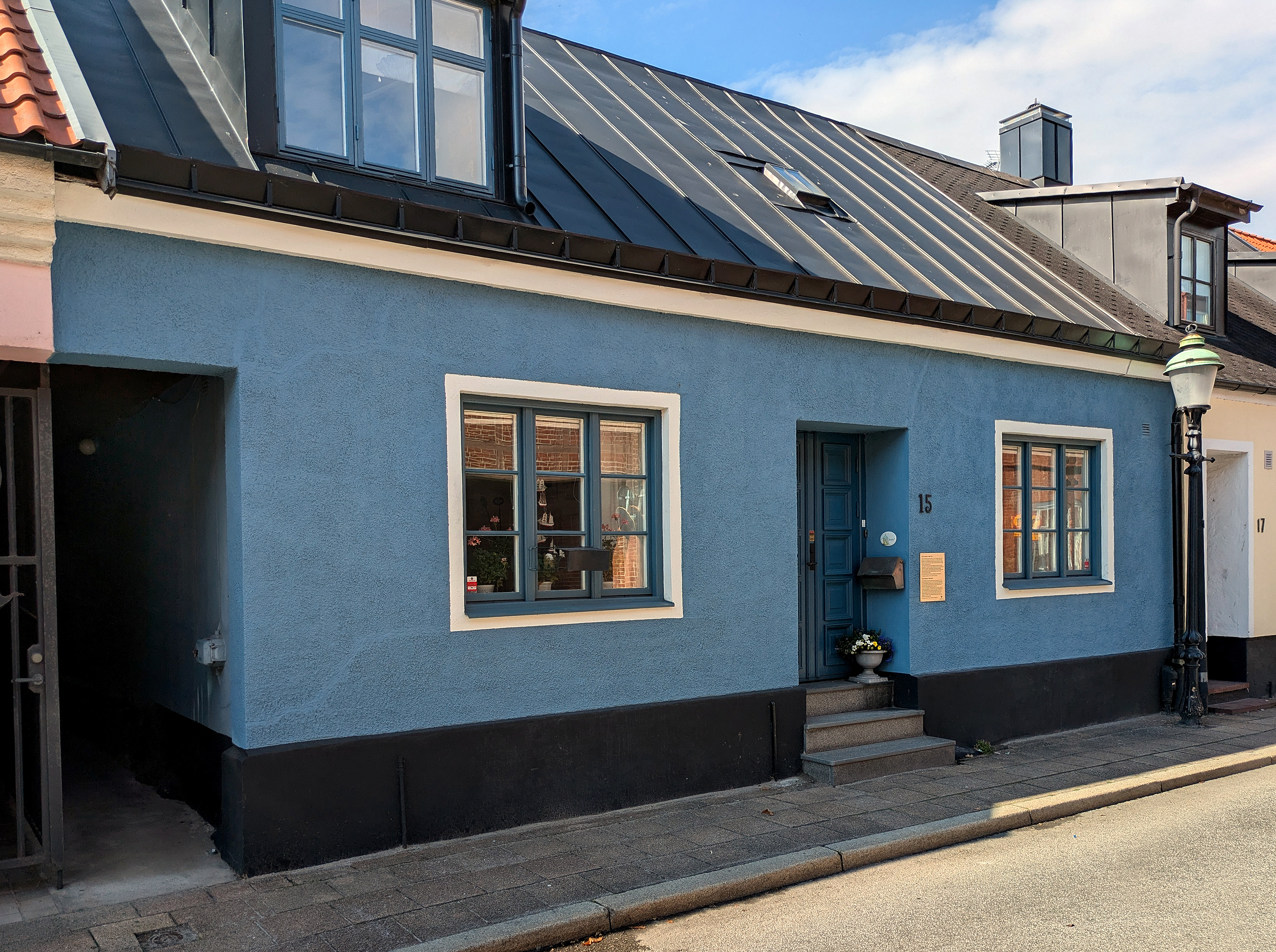
Huset på Trädgårdsgatan i Ystad där Anna Q. Nilsson föddes.

Minnestavla på huset där hon föddes.

Anna Quirentia Nilsson, född 30 mars 1888 i Ystad, död 11 februari 1974 i Sun City, Riverside County, Kalifornien, USA, var en svensk-amerikansk skådespelare. Hon blev en av de första stora stjärnorna inom USA:s filmindustri och medverkade i sammanlagt cirka 200 stumfilmer.

## Biografi

### Tidiga år och upptäckten
Anna Q. Nilsson, som var dotter till poliskonstapel Per Nilsson, föddes i Ystad och flyttade med sin familj till Hasslarp utanför Helsingborg när hon var åtta år gammal. I tonåren drömde hon om att "finna lyckan" i Amerika och under fem års tid arbetade hon på sockerbetsfälten vid Hasslarp och som expedit i Halmstad för att få ihop pengar till biljetten. 1905 tog hon båten till New York där hon fick arbete som hembiträde. En dag upptäcktes hon på en myllrande aveny av den kände porträttmålaren James Carroll Beckwith och inom kort var hon New Yorks högst betalda fotomodell. 1907 utsågs hon till Amerikas vackraste kvinna och blev modell för 1910-talets skönhetsideal, The Gibson Girl Look.

### In i filmens värld
1911 erbjöds hon en roll i filmen Molly Pitcher som blev starten för hennes skådespelarkarriär. Hon kom att medverka i exakt 200 filmer (och en handfull där hon spelade sig själv). Alla filmer var amerikanska, utom en – inspelad i Värmland. 
Anna Q. Nilsson var en av de allra första stora stjärnorna (och den första svenska) inom amerikansk film och en av stumfilmens mest anlitade kvinnliga skådespelare. Nilsson kallades ofta Hollywoods våghals eftersom hon konsekvent vägrade att ta hjälp av någon stuntkvinna.

### En av Hollywoods stjärnor
1926 utsågs hon till Hollywoods populäraste kvinna och i egenskap därav höll hon ett bejublat välkomsttal när den svenske kronprinsen Gustav Adolf (sedermera Gustaf VI Adolf) och hans gemål Louise besökte filmstaden under sin jorden-runt-resa. Hon var även den första svenska skådespelare som fick en stjärna på Hollywood Walk of Fame. 
1928 slog hon rekord i beundrarpost, 30 000 brev i månaden, och samma år köpte Joseph Kennedy över henne till sitt nybildade filmbolag, vilket gjorde henne till den högst betalda stjärnan i Hollywood, 20 000 dollar i veckan. Året därpå råkade hon ut för en ridolycka, hon föll av hästen, kastades mot en stenvägg och blev förlamad. Efter ett års hård träning var hon dock på benen igen. 

### Sinne för pengar
Nilsson var synnerligen affärssinnad och strax efter ankomsten till Hollywood köpte hon ödemark som sedan blev hjärtat av filmindustrin och det var när hon byggde sig ett weekend-hus på den då öde strandremsan som Malibu blev "inne".[källa behövs]

### Roller i ljudfilm
1928 spelade Nilsson in sin första ljudfilm, Blockad, och då 40 år gammal firade hon nya triumfer då hon själv flög det amerikanska flygvapnets plan. Under 1930-, 40- och 50-talet medverkade hon i 39 ljudfilmer, alltid i mindre roller mot stjärnor som James Stewart, Ginger Rogers, Katharine Hepburn, Errol Flynn, Spencer Tracy, Cary Grant, Judy Garland och Elizabeth Taylor. I filmen Sunset Boulevard från 1950 spelade hon cameo-rollen som sig själv, tillsammans med Buster Keaton och H.B. Warner, som också var före detta stumfilmsstjärnor. I dag är hon mest ihågkommen för denna film, där hon har en enda replik. Hennes allra sista filminsats blev en mindre filmroll i Sju brudar - sju bröder från 1954.

### Övrigt
Under andra världskriget arbetade hon tillsammans med bland andra Bette Davis och Marlene Dietrich på Hollywood Canteen för att få in pengar till krigskassan; hon serverade där mat till soldaterna och sålde krigsobligationer. Efter kriget belönades hon av såväl amerikanska staten, armén och flottan, som Röda korset.
Under hela sitt liv behöll hon kontakten med hemlandet och när hon var hemma i Sverige 1921 för att spela in Värmlänningarna (hennes enda svenska film), köpte hon ett hus till sina föräldrar på Tingsgatan i Klippan, döpt till "Quirentia".

### Privatlivet
Anna Q. Nilsson var gift första gången 1916–1916 med skådespelaren Guy Coombs och andra gången 1923–1925 med norsk-amerikanske skohandlaren John Marshall Gunnerson. När hon skilde sig för andra gången blev det stora rubriker. 1971 medverkade hon i Hylands hörna i Hollywood, sedan Signe Hasso tipsat Lennart Hyland.
Hon avled på ett konvalescenthem i Kalifornien, USA, 85 år gammal.

## Initialen
Anna Q. Nilssons initial, det hemlighetsfulla "Q", stod enligt den tidens amerikanska filmtidningar för "Quality".[källa behövs] Sanningen var den att hon föddes den 30 mars, som var Qvirinus-dagen enligt den gamla almanackan och hennes far komponerade då ett eget namn till sin nyfödda dotter. Nilsson förklarade i en intervju 1958 att Q:et hade varit henne till god nytta ur publicitetssynpunkt, då amerikaner älskar mystiska bokstäver mitt emellan för- och efternamn.[källa behövs]
2010 hedrade Skånetrafiken henne genom att namnge ett av de nya pågatågen till Anna Q. Nilsson.

## Filmografi (urval)
- 1911 – Molly Pitcher
- 1915 – The Regeneration
- 1919 – Kärlekstjuven
- 1919 – Auction of Souls (Ravished Armenia)
- 1920 – Kärlekens globetrotter
- 1921 – Värmlänningarna
- 1923 – De döda skeppens ö
- 1923 – Ponjola
- 1925 – Skattsökarna
- 1927 – The Masked Woman
- 1928 – The Whip
- 1931 – Fröken, Ni liknar Greta Garbo!
- 1928 – Blockad
- 1942 – De dog med stövlarna på
- 1942 – En stor mans hustru
- 1947 – Katrin gör karriär
- 1949 – Adams revben
- 1950 – Sunset Boulevard
- 1951 – An American in Paris
- 1951 – Teaterbåten
- 1954 – Sju brudar, sju bröder